# 戴维·邓拉普
戴维·邓拉普（英語：David Dunlap，1910年11月19日—1994年12月16日），美国男子赛艇运动员。他曾代表美国参加1932年夏季奥林匹克运动会赛艇比赛，获得男子八人单桨有舵手金牌。